# Startpage.com
Startpage.com je webový vyhledávač, který jako svoji hlavní přednost prezentuje zachování soukromí uživatelů. Dříve byl známý jako metavyhledávací systém Ixquick, Startpage v té době byla jiná služba. Obě stránky byly sloučeny v roce 2016.
Ixquick byl založen Davidem Bodnickem v roce 1998 a vlastněn společností Startpage B.V. se sídlem v Nizozemsku. Ixquick a jeho sesterský projekt Startpage.com dosáhly svého posledního rekordu (průměr z posledních 28 dní) 2. února 2015 s 5,8 miliony přímých dotazů denně.
Společnost také poskytuje stand-alone proxy službu Startpage.com Proxy, která je součástí webového vyhledávače Startpage. Společnost také vyvinula e-mailovou službu s důrazem na zachování soukromí StartMail. Tato služba byla spuštěna v roce 2014.